# Ligne de la Forêt-Noire
Le Ligne de la Forêt-Noire (Schwarzwaldbahn) est une ligne de chemin de fer qui relie la ville d'Offenbourg à la ville de Singen en Allemagne. Elle s’appelle ligne de la Forêt-Noire, car elle traverse la Forêt-Noire du Nord au Sud. Avec ses 39 tunnels, elle est considérée comme une des plus pittoresques d’Allemagne.

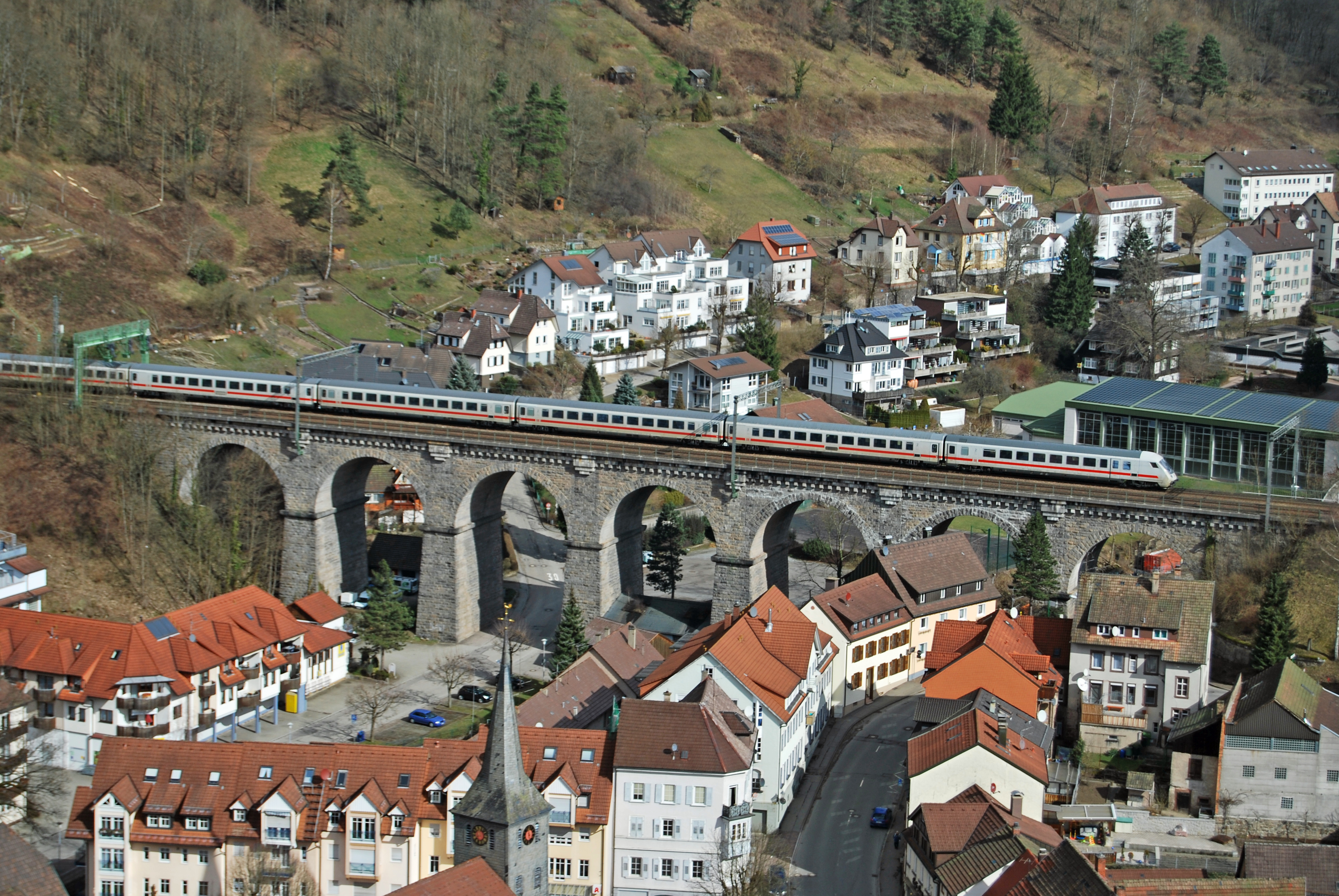
Le viaduc de Hornberg.